# Rudraksha

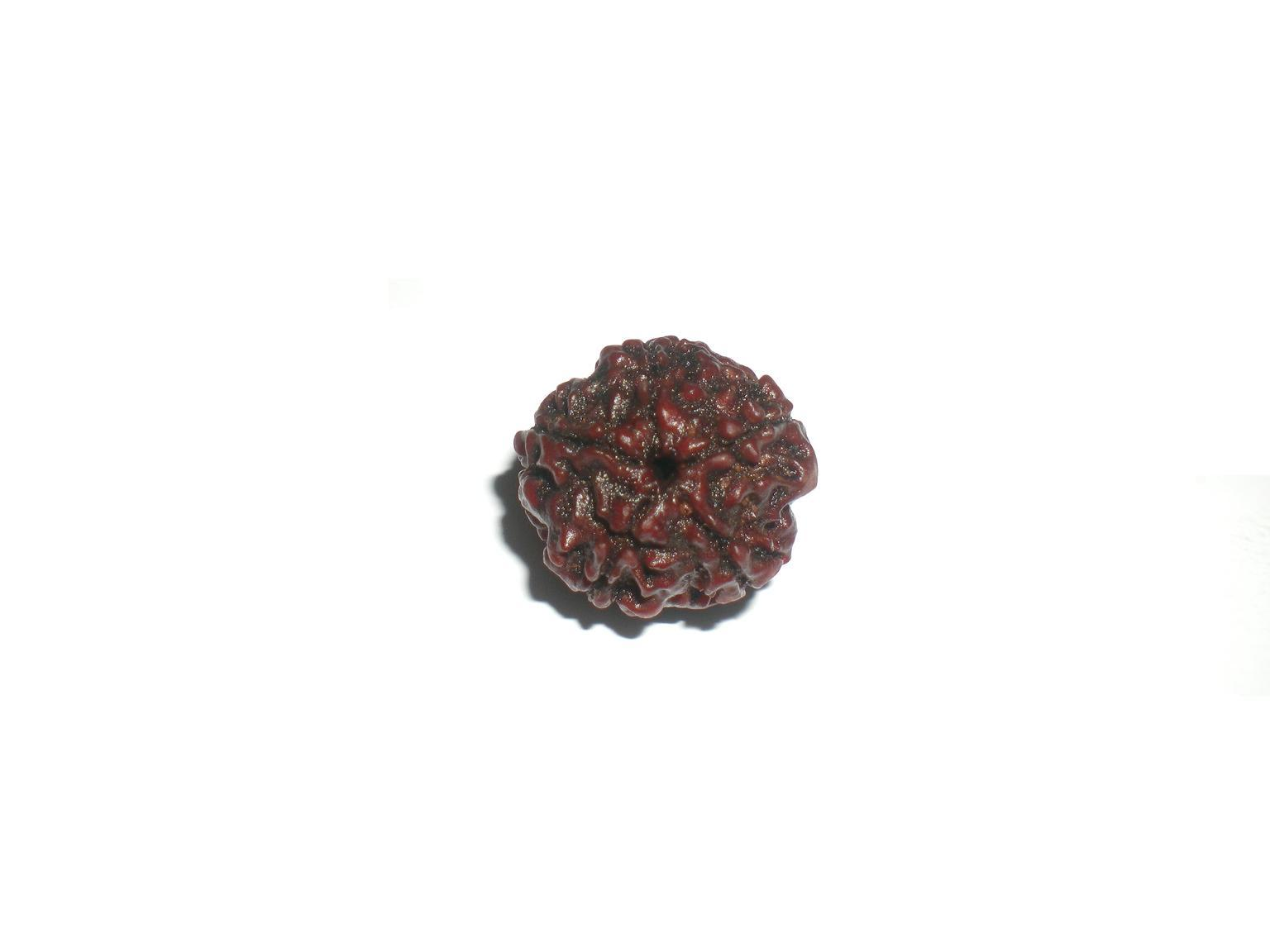
semente de rudraksha

Rudraksha são as sementes oriundas da árvore da espécie Elaeocarpus ganitrus, encontrada na Índia, no Nepal, no Tibete, na Indonésia e na Malásia, cujas sementes, tiradas do fruto de cor azulada - semelhante a uma noz da planta de mesmo nome, são consideradas como verdadeiras joias nos Vedas, Puranas e nos Upanishads,  muito utilizadas nos japamalas para meditação, tanto pelas suas propriedades medicinais, bem como por estar associada à deidade Shiva. Por essa associação, são usadas frequentemente como um talismã de proteção e para cantar mantras, como o mantra Om Namah Shivaya (Sancrito: ॐ नमः शिवाय; Om Namaḥ Śivāya).
Rudraksha pode ter até quatorze "faces" ou "lábios" (Sanscrito: मुख, mukha, lit. 'Face') ou lóculos - linhas em baixo relevo longitudinais que dividem a semente em segmentos. Cada uma dessas "faces" representa uma deidade.
A tradição hindu conta que após um longo período de meditação, Shiva ficou em meditação por 1000 anos com os olhos semi serrados até que seus olhos finalmente cederam e a primeira lagrima que caiu de seus olhos no terreno tornou-se uma Rudraksha. Por isso é muito comum Shiva ser representado utilizando um japamala de rudraksha.

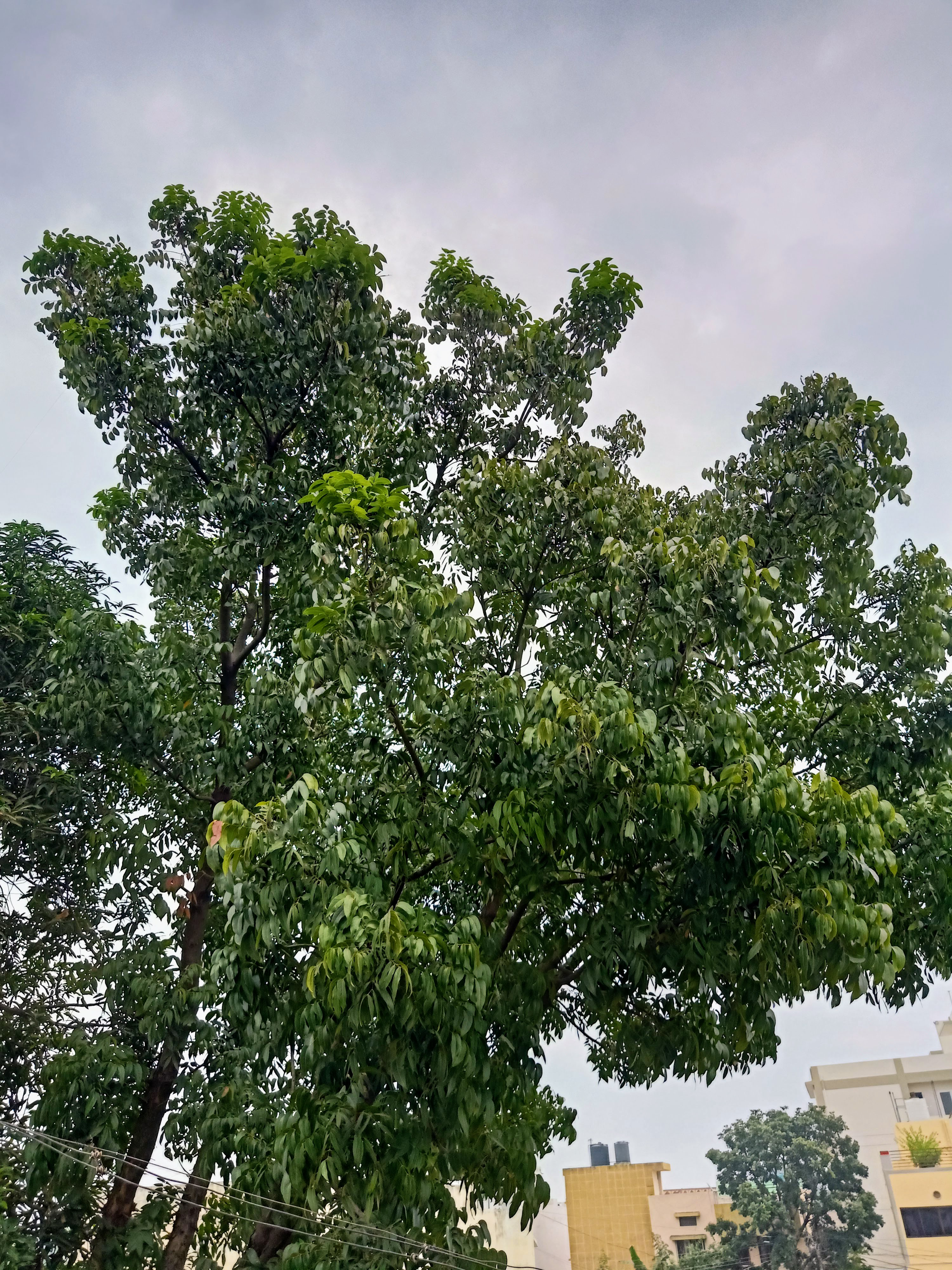
Rudraksha tree, Elaeocarpus ganitrus in India

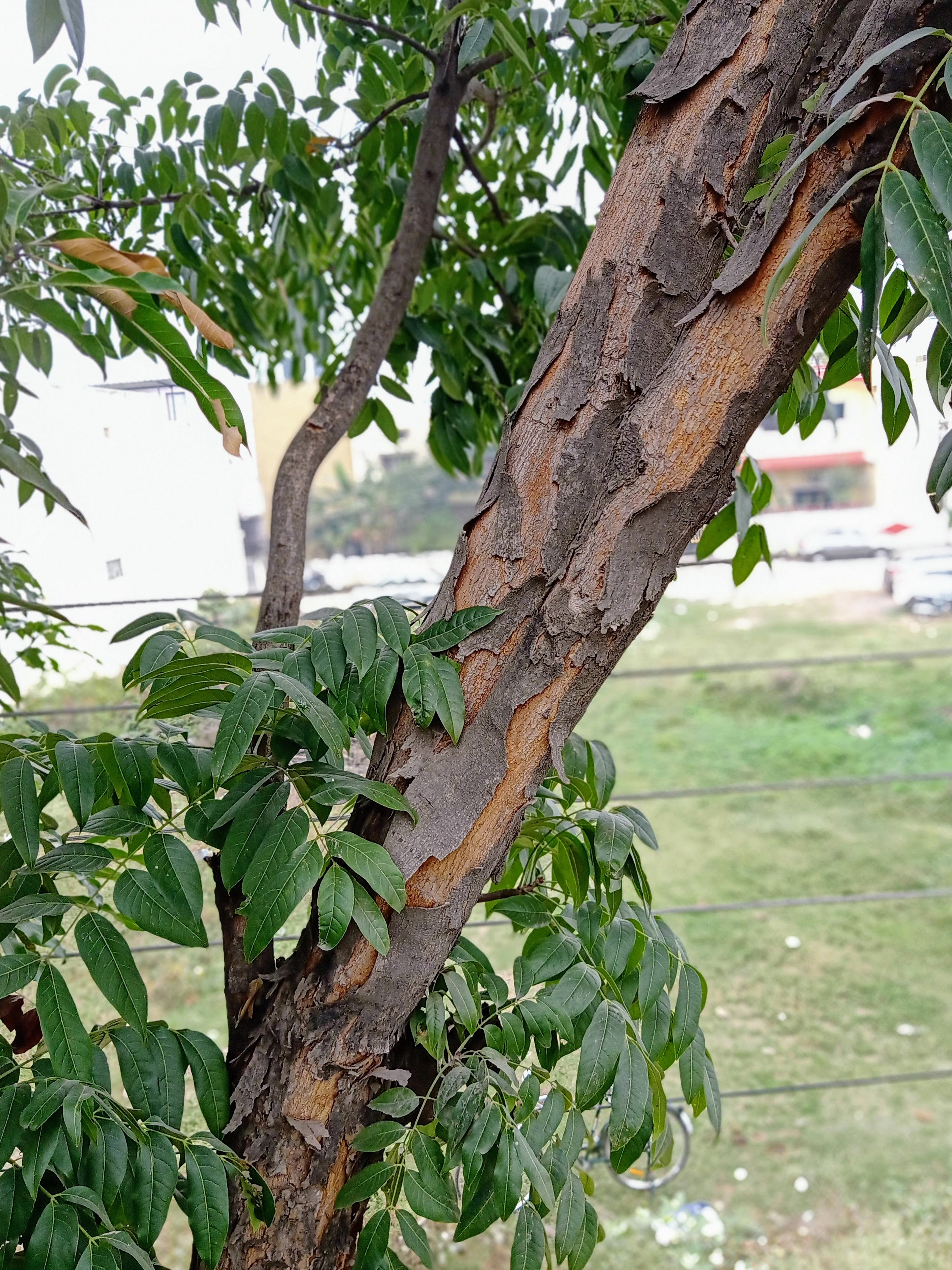
Rudraksha tree trunk, Elaeocarpus ganitrus in India

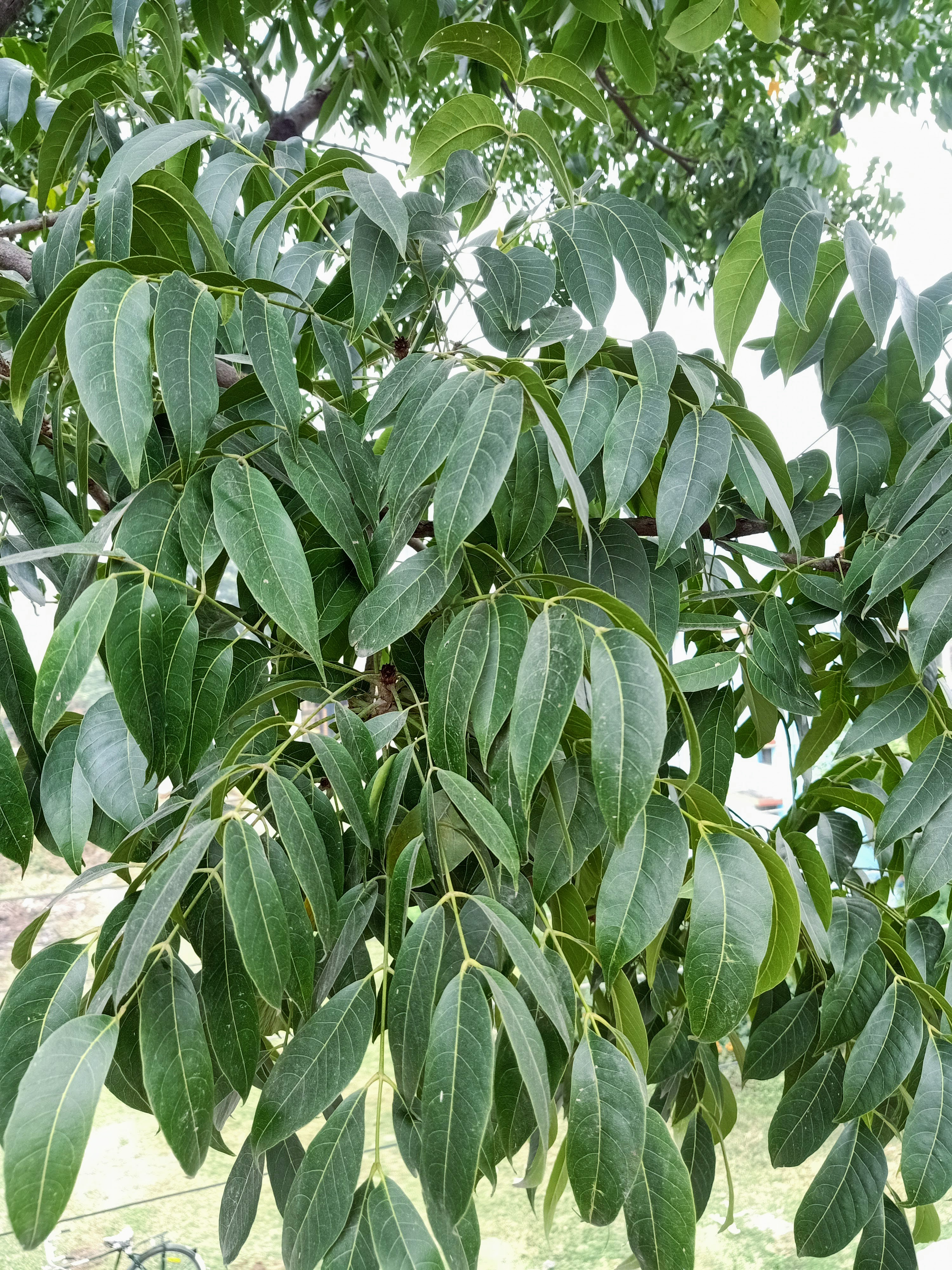
Rudraksha tree leaves, Elaeocarpus ganitrus in India

## Etimologia

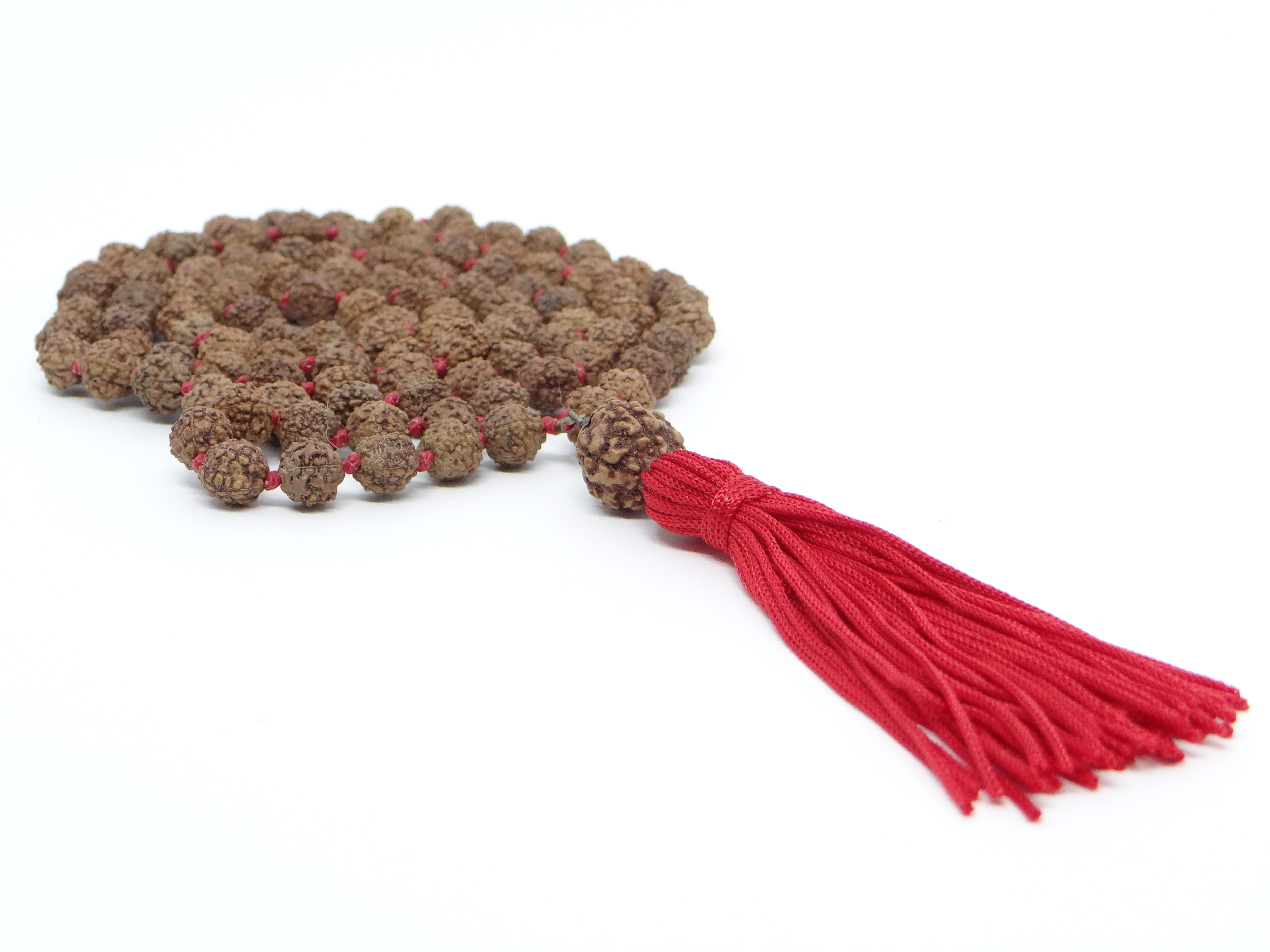
Japamala hindu tradicional com 108 contas de sementes de rudraksha

O nome rudraksha ou rudrākṣa, em sânscrito, é um termo composto (rudra (रुद्रः) = deus dos trovões + ākṣa = olho) que é dado tanto a esta árvore como também a seus pequenos frutos e sementes, sendo estas muito prezadas por suas supostas propriedades sagradas (Sri) e curativas de acordo com o sistema tradicional de medicina da Índia (ver ayurveda)

## Historia

### Textos religiosos Hindus

#### Upanishads
Diversos Upanishads do periodo medieval descrevem o a criação de amuletos, seu uso como adereços assim como as suas origens mitológicas como as lágrimas de de Rudra.
"O sábio Sanatkumara se aproximou do Senhor Kalagni Rudra e lhe perguntou: "Senhor, por favor, explique-me o método de usar Rudraksha." O que ele lhe disse foi: "Rudraksha tornou-se famoso por esse nome porque, inicialmente, nasceu a partir dos olhos de Rudra. Durante e após o tempo de destruição, quando Rudra fechou seu olho destruidor, Rudraksha nasceu a partir desse olho. Essa é a propriedade da Rudraksha. Apenas tocando e usando uma Rudraksha, obtém-se o mesmo efeito de doar em caridade mil vacas." — Brihajjabala Upanishad
“Deve-se contar o numero de mantras usando um mala com contas feitas de Tulsi ou Rudrakshas.” - Rama Rahasya Upanishad

Puranas
“Uma Rudrākṣa de um único mukhi  é o próprio Senhor Śiva. Ela concede prazeres mundanos e a salvação. O pecado de matar um brâmane é purificado apenas pela sua mera visão.” – Shiva Mahapurana
“Uma Rudrākṣa com cinco mukhis é o próprio Senhor Rudra. Seu nome é kālāgni. Ela é o senhor dos senhores. Concede todos os tipos de salvação e a confere todos os objetos desejados.” – Shiva Mahapurana
“A pessoa que usa Rudrakshas será respeitada pelos Devas e Asuras sempre. Ela será honrada como Śiva. Ele remove o pecado de qualquer um que o veja.” – Shiva Mahapurana

## Propriedades medicinais
Cada Rudraksha age como um gerador de bioenergia, cobrindo o campo energético do portador, chakras, energia kundalini e os 108 centros nervosos sensíveis no cérebro humano.1
Medicinalmente elas são conhecidas por curar muitas das doenças da mente e do corpo, ser resfriamento quando usado contra a pele, reduzir a doença cardíaca e baixar a pressão arterial, aumentar a clareza mental, memória e consciência geral, acalmar o sistema nervoso central, Livre de pensamentos negativos, aumentar a imunidade, energia e resistência, e rejuvenescer toda a mente e corpo. 1
Cada Rudraksha age como um gerador de bioenergia, cobrindo o campo energético do portador, chakras, energia kundalini e os 108 centros nervosos sensíveis no cérebro humano.1
Pesquisas científicas extensas foram conduzidas ao longo dos anos por cientistas principais em universidades em Índia, e também no oeste, onde suas descobertas provaram que as contas de Rudraksha têm certas propriedades elétricas e magnéticas, e quando usadas contra a pele, e especialmente sobre o coração, agem em nossa rede neural humana de várias maneiras benéficas, podendo equilibrar o campo magnético do coração, controlar a taxa de pulso, melhorar a circulação sanguínea e purificar o sangue. Quando usamos Rudrakshas estamos literalmente carregando oxigênio, carbono e hidrogênio contra nossos corpos enquanto absorvemos a vibração desses organismos vivos puros. 1
As Rudrakshas também aumentam os níveis de íons negativos e agem diretamente em nosso sistema nervoso central, liberando certos produtos químicos em nossos corpos que são responsáveis por emoções positivas e uma mente calma.
Por muito tempo tem sido observado e relatado que as pessoas que sofrem de hipertensão, diabetes, problemas cardíacos, problemas de estômago, estresse, artrite e fobias obtêm resultados benéficos utilizando Rudraksha como coadjuvante. Provou-se que o uso de Rudraksha tem efeitos positivos em pessoas com pressão alta e controle do estresse, ansiedade, depressão e palpitações. Mentalmente, ela fornece uma tremenda quantidade de tranquilidade, poder de concentração e ajuda a atingir serenidade da mente com facilidade.23

## Regras para uso da rudraksha[1]
- Remover durante o banho de chuveiro;
- Remover durante funerais;
- Remover durante o sono;
- Não compartilhar sua Rudraksha com ninguém;
- Pode-se usar Rudraksha enquanto estiver tomando bebidas não vegetarianas ou alcoólicas;
- Mulheres e crianças podem usar Rudraksha;
- Pode-se usar enquanto se vai ao banheiro;
- Limpar a cada 6 a 8 meses;
- Usar somente após fazer energização.